# Oospila cayennensis
Oospila cayennensis är en fjärilsart som beskrevs av Claude Herbulot 1991. Oospila cayennensis ingår i släktet Oospila och familjen mätare. Inga underarter finns listade i Catalogue of Life.